# Rai Mux 3
RAI Mux 3 è stato uno dei multiplex della televisione digitale terrestre a copertura nazionale presenti nel sistema DVB-T italiano. Apparteneva a Rai Way, società controllata da Rai.

## Storia

### 2009
- 14 settembre 2009: Attivazione del mux in Valle d'Aosta e Sardegna con i canali RaiSat Premium, RaiSat YoYo, RAI News 24, RAI Sport Più e RaiSat Cinema.

### 2010
- 18 maggio 2010: Aggiunti Rai Gulp e Rai 4. Rinominati RaiSat Premium in Rai Premium, RaiSat Cinema in Rai Movie e RaiSat YoYo in Rai Yoyo. Eliminato Rai Sport Più e Rai Notizie 24.

### 2015
- 14 settembre 2015: Aggiunto Rai Scuola.

### 2016
- 4 agosto 2016: Aggiunto Rai Sport 2 HD.
- 23 agosto 2016: Eliminato Rai Sport 2 HD.
- 19 settembre 2016: Aggiunto Rai 1 HD. Eliminato Rai Scuola.

### 2021
- 20 ottobre 2021: Chiuso e sostituito con il nuovo RAI Mux A.

## Servizi

### Canali televisivi presenti al momento della chiusura
| LCN | Canale      | Note       |
| --- | ----------- | ---------- |
| 21  | Rai 4       | FTA        |
| 24  | Rai Movie   | FTA        |
| 25  | Rai Premium | FTA        |
| 42  | Rai Gulp    | FTA        |
| 43  | Rai Yoyo    | FTA        |
| 501 | Rai 1 HD    | FTA (HDTV) |